# DIM (アルバム)
『DIM』（ディム）は、the GazettEの4枚目のオリジナルアルバム。2009年7月15日にキングレコードから発売された。

## 概要
前作『STACKED RUBBISH』同様3枚の先行シングルから4曲が収録されたガゼット4枚目のオリジナルアルバム。初回限定盤と通常盤の2パターンでの発売。初回盤は特殊パッケージ仕様・ブックレット付、CD＋DVD2枚組で、通常盤はCDのみの仕様になっている。初回盤のDVDには、『THE INVISIBLE WALL』のPV及びドキュメント映像を収録。
因みにジャケット写真で氷漬けにされてる男性はジョナサン・シガーである
the GazettEのアルバムとしては最も売り上げが高い。

## 収録曲
CD
1. 「剥離」
（作曲：the GazettE）
RUKI原曲。
2. THE INVISIBLE WALL
（作詞：流鬼.  作曲：the GazettE）
RUKI原曲。アルバムの表題曲
3. A MOTH UNDER THE SKIN
（作詞：流鬼.  作曲：the GazettE）
葵原曲。
4. LEECH
（作詞：流鬼.  作曲：the GazettE）
RUKI原曲。シングル曲。一部ミックスが異なる
5. 泣ヶ原 - （なきがはら）
（作詞：流鬼.  作曲：the GazettE）
RUKI原曲。歌詞はネット社会の闇を暗喩したものであり、曲の最後にパソコンのキーボードを叩く音が収録されている。
6. 「エ リ カ」 
 (作曲：the GazettE)
7. HEADACHE MAN
（作詞：流鬼.  作曲：the GazettE）
RUKI原曲。「DISTRESS AND COMA」のカップリング曲。
8. 紅蓮 
 (作詞：流鬼 / 作曲：the GazettE)
RUKI原曲。再録されている
9. 「子宮」 
 (作曲：the GazettE)
正式なタイトル表記は「子宮」の2文字が鏡文字になっている[注 1]。
10. 13STAIRS[-]1
（作詞：流鬼.  作曲：the GazettE）
麗原曲。
11. DISTRESS AND COMA
（作詞：流鬼.  作曲：the GazettE）
RUKI原曲。シングル曲。
12. 「感触」
 (作曲：the GazettE)
13. 白き優鬱
 (作詞：流鬼 / 作曲：the GazettE)
葵原曲。
14. IN THE MIDDLE OF CHAOS
（作詞：流鬼.  作曲：the GazettE）
RUKI原曲。
15. 「朦朧」
（作曲：the GazettE）
16. OGRE
（作詞：流鬼.  作曲：the GazettE）
RUKI原曲。
17. DIM SCENE
（作詞：流鬼.  作曲：the GazettE）
麗原曲。

DVD（初回限定盤のみ）
- THE INVISIBLE WALL
- DIM ドキュメントDVD